# Lara Giddings

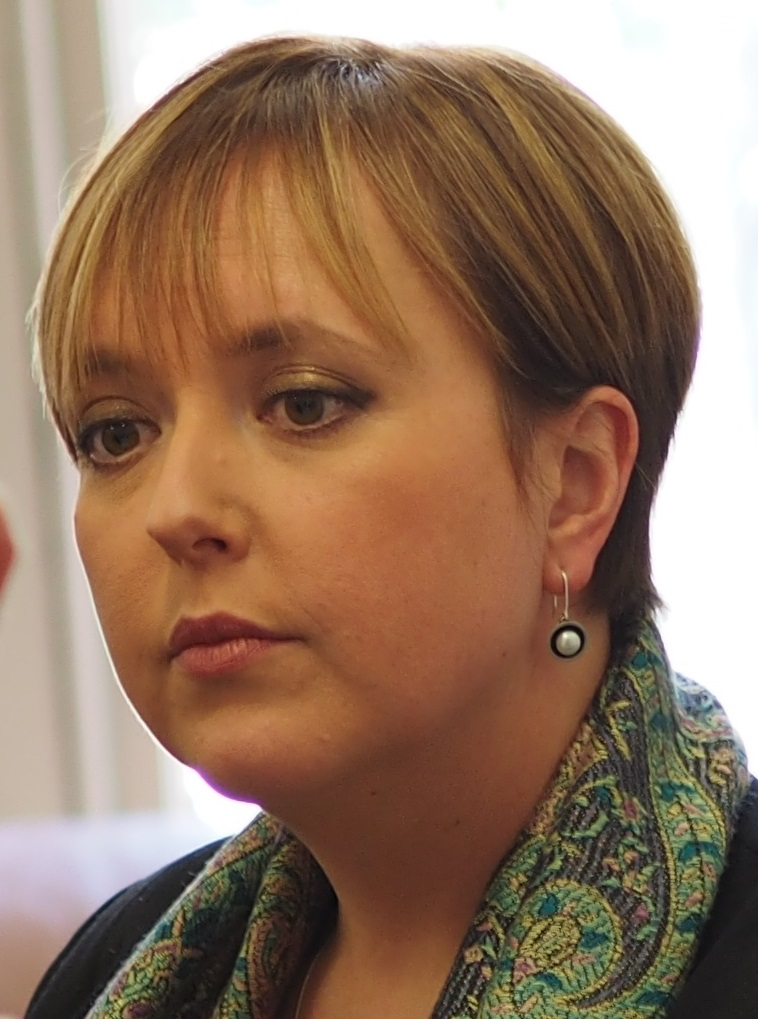
Lara Giddings (2013)

Larissa Tahireh „Lara“ Giddings AO (* 14. November 1972 in Goroka, Papua-Neuguinea) ist eine australische Rechtsanwältin und Politikerin und Mitglied der Australian Labor Party (ALP). Sie hatte vom 24. Januar 2011 bis zum 31. März 2014 als erste Frau das Amt des Premierministers von Tasmanien inne.

## Leben
1986 zog Giddings mit ihrer Familie nach Tasmanien. Nach einem Studium an der University of Tasmania, das sie mit einem Bachelor of Arts und einem Bachelor of Laws abschloss, arbeitete Giddings als Whip im australischen Senat. Später reiste sie ins Vereinigte Königreich, wo sie nach kurzzeitiger Tätigkeit in der staatlichen Verwaltung eine Mitarbeiterin der schottischen Parlamentsabgeordneten Helen Eadie wurde. Nach ihrer Rückkehr nach Tasmanien im Jahr 2002 fungierte sie für den damaligen Premierminister als Redenschreiberin und Medienberaterin.
Von 2004 bis 2006 war Giddings Ministerin für wirtschaftliche Entwicklung und Kunst. Nach den Parlamentswahlen 2006 erhielt sie das Gesundheitsministerium. 2008 wurde sie als zweite Frau zum Stellvertretenden Premierminister ernannt.
Am 23. Januar 2011 erklärte der damalige Premierminister David Bartlett seinen Rücktritt und äußerte gleichzeitig seine Unterstützung für Giddings. Einen Tag später wurde sie von der Labor Party als neue Premierministerin gewählt. Sie war damit die erste Frau im Amt des tasmanischen Premierministers und bekleidete dieses Amt zu ihrer Ablösung durch Will Hodgman von der Liberal Party of Australia am 31. März 2014.
Bei der vorausgegangenen Parlamentswahl vom 15. März 2014 kam Hodgmans Liberal Party auf 167.051 Stimmen (51,22 Prozent) und konnte damit ihr Ergebnis um 12,23 Prozentpunkte verbessern. Durch den Zugewinn von fünf Mandaten verfügen die Liberalen mit 15 der 25 Sitze im House of Assembly über eine absolute Mehrheit. Die Labor Party der bisherigen Premierministerin Giddings gewann nur noch 89.130 Stimmen (27,33 Prozent) und verlor drei ihrer zehn Mandate. Wahlverlierer war auch der bisherige Koalitionspartner Tasmanian Greens, die ebenfalls zwei ihrer fünf Mandate verlor, woraufhin Nick McKim, zuvor Minister für Strafvollzug, Verbraucherschutz, nachhaltigen Verkehr, Bildung und Fähigkeit im Kabinett Giddings, als Parteivorsitzender der Grünen zurücktrat und durch Kim Booth abgelöst wurde.
Für besondere Verdienste um das Volk und das Parlament von Tasmanien sowie um die Gemeinschaft wurde sie zum Officer des Order of Australia ernannt.